# Kanton Reims-10
Kanton Reims-10 is een voormalig kanton van het Franse departement Marne. Kanton Reims-10 maakte deel uit van het arrondissement Reims.
Het werd opgeheven bij decreet van 21 februari 2014 met uitwerking in maart 2015.

## Gemeenten
Kanton Reims-10 omvatte enkel een deel van de gemeente Reims.